# Ana María Norbis
Ana María Norbis Palmieri  (Paysandú, 15 de agosto de 1947) es una nadadora uruguaya que compitió a nivel internacional.
Con 18 años, Norbis logró medallas de oro en el Campeonato Sudamericano de Natación 1966 en las pruebas de 100 y 200 metros pecho.
En los Juegos Panamericanos 1967, consiguió la medalla de plata en 100 metros pecho y el bronce en los 200 metros pecho y los relevos de 4 x 100 metros combinados.
En los Juegos Olímpicos de México 1968, donde Norbis fue abanderada uruguaya en el desfile inaugural, logró el octavo puesto en las pruebas de 100 y 200 metros pecho y resultó sexta en la semifinal de relevos de 4 x 100 metros combinados. La prueba de 100 metros pecho se estrenaba en 1968; Norbis logró el récord olímpico en la primera manga (1'17,4) y semifinal (1'16,7), pero en la final registró 1'17,3 y la yugoslava Ðurđica Bjedov bajó el récord en un segundo.
Luego de padecer la altura de la Ciudad de México durante la cita olímpica y desencantarse con la alta competencia, Norbis se retiró de la actividad a la temprana edad de 21 años. Fue nombrada en la ceremonia de celebración de los 100 años de la camiseta celeste.